# Плимни талас
Плимни талас је водени талас који се формира у феномену плиме, а настаје као разлика између нивоа воде осеке и водене масе која јој се супротставља струјањем у супротном смеру па је плимни талас најчешћи у уским, дугим увалама, рекама и увалама где веће количине воде утиче кроз притоке. Као такав плимни талас се због своје јачине често замењује цунамијама, иако су то две различите природне појаве.

## Појава плимног таласа
Плимни таласи иако се појављују где год постоје услови за плиму и осеку у већини случајева њихов ефекат није видљив. Видљивост и утицај плимног талас препознаје се само у подручјима где настају високе разлике између плиме и осеке (обично где је разлика око 6 m између високе и ниске воде) те где плима плави плитка, сужавајућа речна корита или заливе. Плимни таласи не само да повећавају ниво плиме него исто тако могу продужити време плимне поплављености одређеног подручја захваћеног плимним таласом те при том стварају ефекат изненадног пораста нивоа воде који није уобичајен.
Плимни таласи се јављају у неколико облика, варирајући од воденог зида који надолази у облику једног талас, у облику ударног таласа, као и вишеструких таласа предвођених једним примарним јачим таласом и низом секундарних смирујућих таласа. Код изразито великих плимних валова постоји могућност угрожавања пловидбе бродова и одвијања пловних активности али представљају могућност одвијања екстремних спортских активност као што је речно сурфовање.
Попис река на којима је забележена појава плимног таласа:

## Азија
- река Гангес- Брамапутра, Индија- Бангладеш
- река Инд, Пакистан
- река Чијантанг у Кини. Плимни талас реке Чијантанг сматра се највећим речним плимним таласом на свету са својих 9 m висине и брзине до 40 km/h кретања узводно
- Батанг Лупар или река Лупар, код Шриамана у Малезији. Локално становништво овог краја појаву плимног таласа називају бенак.

## Аустралија
- река Стикс, Квинсленд, Аустралија
- река Дејли, Северна територија, Аустралија

## Европа

### Велика Британија
- река Ди, Валес / Енглеска
- река Марсељ
- река Северн, Валес / Енглеска Бележи плимне таласе до 2 метра висине
- река Трент Бележи плимне таласе до 1,5 m висине
- река Парет
- река Веланд
- река Кент
- река Еден Кумбрија

### Француска
У Француској појам плимног таласа у језику се жове un mascaret, иако постоје и локални назив који су уобичајени.
- река Сена је до 1960. имала поприлично велики плимни талас али је због продубљивања корита и уређивања тока реке готово постао незнатан.
- река Аргенон
- река Вире
- река Вилен у Бретањи где становници тог краја плимни талас називају le mascarin
- река Дордоња у истоименом департману

### Норвешка
- залив Салтстраумен код града Bodø где се јављају најјача струјна водена маса приликом морских
- zaljev Saltstraumen kod grada Bodø gdje se javljaju najjača strujanja vodene masе

## Северна Америка
- увала Кук на Аљасци белжи и до 2 метра висине плимне таласе који достижу брзину око 20 km/h.

Већина река које се уливају у горњем делу залива Фундy између Нове Шкотске и Њу Брунсвика имају плимне валове. Посебно треба издвојити:
- река Петиткодиак је била позната по највећим плимним валовима у Сјеверној Америци (2 метра) али је током времена њихова висина опала а као разлог се наводе конструкцијски и експлоатацијски радови у кориту реке.
- река Шубенакадие такође се улива у залив Фундy у Новој Шкотској а њен плимни вал у надоласку поплави речно корито у потпуности које за време осеке буде суво и због тога је забележено неколико смртних случајева неопрезних туриста. Изнајмљивачи бродова на овој реци током лета због плимних таласа у понуди имају рафтинг.
- Плимни таласи су највећи и најбржи у некима од најмањих речних токова који се уливају у залив Фундy као што су реке Хеберт и Макан при ували Кумберланд, исто тако ријеке Нова Шкотска, Херберт и Кенеткук при ували Минас, река Салмон.

Залив Фундy је специфичан по томе јер је на тој локацији забележена највећа разлика између морских мена то јест плиме и осеке са разликом од 16 m између највишег и најнижег нивоа воде па самим тим је феномен плимног таласа изразит и заметљив.

## Јужна Америка
- река Амазон у Бразилу и река Ориноко у Венецуели имају плимне таласе високе до 4 метра који се крећу узводном брзином до 20 km/h. Локално становништво ову појаву плимног таласа назива pororoca.[3]
- река Меарим у Бразилу.
- река Араруари у Бразилу.